# Himmerland (dokumentarfilm)
 For alternative betydninger, se Himmerland (flertydig). (Se også artikler, som begynder med Himmerland)
Himmerland er en dansk dokumentarfilm fra 1969 instrueret af Ebbe Larsen efter eget manuskript.

## Handling
Beskrivelse af landsdelen Himmerland - dens natur, historie og befolkning.